# Фолињано
Фолињано (итал. Folignano) насеље је у Италији у округу Асколи Пичено, региону Марке.
Према процени из 2011. у насељу је живело 2171 становника. Насеље се налази на надморској висини од 305 м.

## Становништво
| 1936. | 1951. | 1961. | 1971. | 1981. | 1991. | 2001. | 2011. |
| ----- | ----- | ----- | ----- | ----- | ----- | ----- | ----- |
| 2.855 | 2.873 | 2.587 | 2.558 | 5.193 | 8.079 | 8.844 | 9.302 |